# Piper moscopanense
Piper moscopanense är en pepparväxtart som beskrevs av Truman George Yuncker. Piper moscopanense ingår i släktet Piper och familjen pepparväxter. Inga underarter finns listade i Catalogue of Life.